# Joseph Nusbaum
Pour les articles homonymes, voir Nusbaum (homonymie).
Joseph Nusbaum, né le 12 juillet 1876 à Liège et mort le 7 septembre 1950 à Marche-en-Famenne, est un architecte belge.

## Biographie
Diplômé de l'institut G. Closset (école spéciale d'architecture et de génie civil, rue Souverain-Pont, 26, à Liège) en 1902.
Actif surtout à Liège, Joseph Nusbaum y réalise entre 1904 et 1910 quelques maisons en style Art nouveau dont une séquence de 9 maisons de ce style rue Léon Mignon et une séquence de 3 rue du Vieux Mayeur (séquence Nusbaum).

## Réalisations
- maison d'angle, rue de l'Académie, nos 13/15, à Liège (style néo-renaissance), 1903-1904
- maisons, rue Ambiorix, nos 7/9/11, à Liège (Maisons Dacier, 1905)
- maisons, avenue Émile Digneffe, nos 33, 45, 47.
- maisons, place du Général Leman, nos 19-25 (1911), à Liège.
- maisons, rue Henri Maus nos 44 et 167 (Maison Demblon, 1906)
- maisons, rue Léon Mignon, nos 11-27, à Liège (séquence Nusbaum).
- maisons, rue du Vieux Mayeur, nos 51 (1908), 53 et 55, à Liège (séquence Nusbaum).
- maison, rue Wacheray, n° 11, à Liège.
- maison rue de Hesbaye, n° 250, à Liège.
- maison, étude notariale Pie Lecampe, rue Saint-Nicolas, 47 à Liège.